# تكشيرات (سيدي عبد الله البوشواري)
تكشيرات هي إحدى مشيخات المملكة المغربية، تتبع جغرافيا لإقليم شتوكة آيت باها وإداريًا لسيدي عبد الله البوشواري. يقدر عدد سكانها بـ 353 نسمة حسب الإحصاء الرسمي للسكان والسكنى لسنة 2004.